# Вальядолид (Юкатан)
Вальядоли́д (исп. Valladolid, произносится Вайядолид) — город в Мексике, штат Юкатан, административный центр одноимённого муниципалитета. Численность населения, по данным переписи 2010 года, составила 48 973 человека. Это второй по важности город штата и третий по населению после Мериды и Канасина.

## История

### Истоки
Город был назван в честь испанского города Вальядолида, в то время являвшегося столицей. Основан 28 мая 1543 года Франсиско де Монтехо(es), племянником и тёзкой известного испанского конкистадора Франсиско де Монтехо, с целью закрепления испанских переселенцев в местности контролируемой одним из племен майя — Купуль.
Первоначальное расположение города было на месте поселения Чауак-Ха (Chauac Há), племени майя Чикинчель (Chikinchel), неподалёку от побережья. Ранние испанские поселенцы жаловались на избыток комаров распространяющих жёлтую лихорадку и ходатайствовали о переносе поселения далее вглубь полуострова.
24 марта 1545 года, Вальядолид был перенесен на его современное местоположение и построен на месте столицы майянского племени Купуль, называвшейся Zací, что в переводе с языка майя означает «белый ястреб». Древние каменные строения города были разобраны для новых строений в испанском колониальном стиле. В последующий год майя восстали, но их восстание было подавлено при содействии испанских войск прибывших из Мериды. В дальнейшем Вальядолид продолжал быть центром развития испанского колониализма на востоке полуострова Юкатан.

### XIX век
Из-за введенной во времена испанского правления кастовой системы, коренные жители майя не имели прав. Индейские общинные земли захватывались новыми частными собственниками. В январе 1847 года коренные жители майя взбунтовались, в ходе действий восемьдесят испанцев было убито, а их дома разграблены. После того как один из вождей майя, Мануэль Антонио Ай (Manuel Antonio Ay) был схвачен и расстрелян на главной площади города, бунт перешел в массовое восстание под руководством Хасинто Пата (Jacinto Pat), вождя из Тиосуко и Сесилио Чи (Cecilio Chí) из близлежащего города Ичмуль. Город Вальядолид и прилегающие районы были сценой ожесточенных боев во время юкатанской войны рас и испанские войска были вынуждены оставить город в марте 1848 года. В дальнейшем они потеряли более половины своего состава попав в засаду при возвращении в Мериду. Город был занят повстанцами майя, но был в дальнейшем отбит правительственными войсками под руководством губернатора Юкатана Мигеля Барбачано (Miguel Barbachano), в частности из-за того, что индейские ополченцы, которые были простыми крестьянами, отступили из-за начала посевных работ.

### XX век
10 мая 1910 года, в пригороде Вальядолида, Дзелькоопе (Dzelkoop), был подписан Вальядолидский (также известный как Дзелькоопский) План, призывающий народ к восстанию против диктатуры в стране. Позднее, 4 июля 1910 года, в Вальядолиде зародилось революционное движение, ставшее предтечей к мексиканской революции на севере страны, которая завершилась падением правительства генерала Порфирио Диаса. Это движение в дальнейшем стало известно под именем «Первая искра революции».

## Фотографии

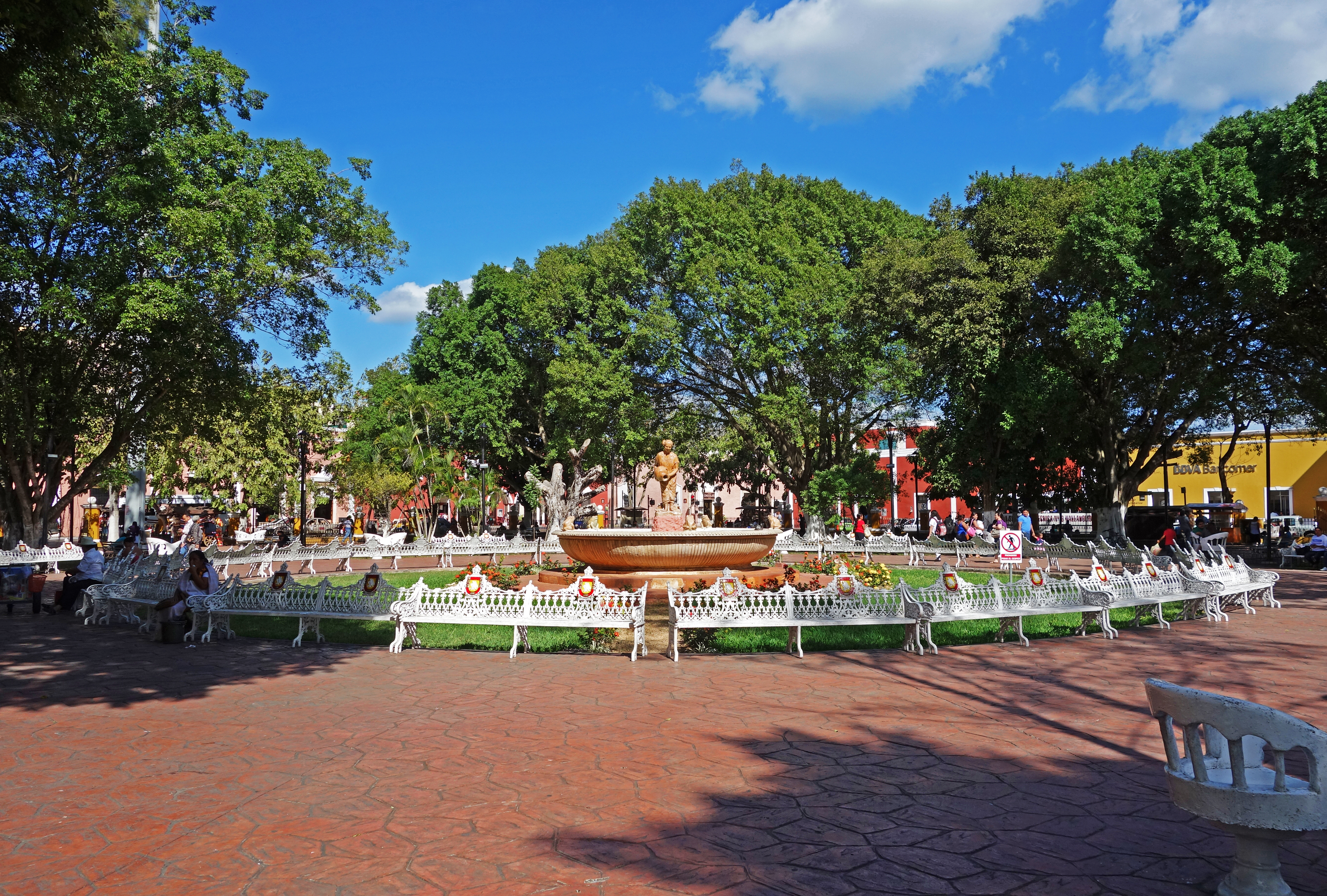
Фонтан в центре Вальядолида
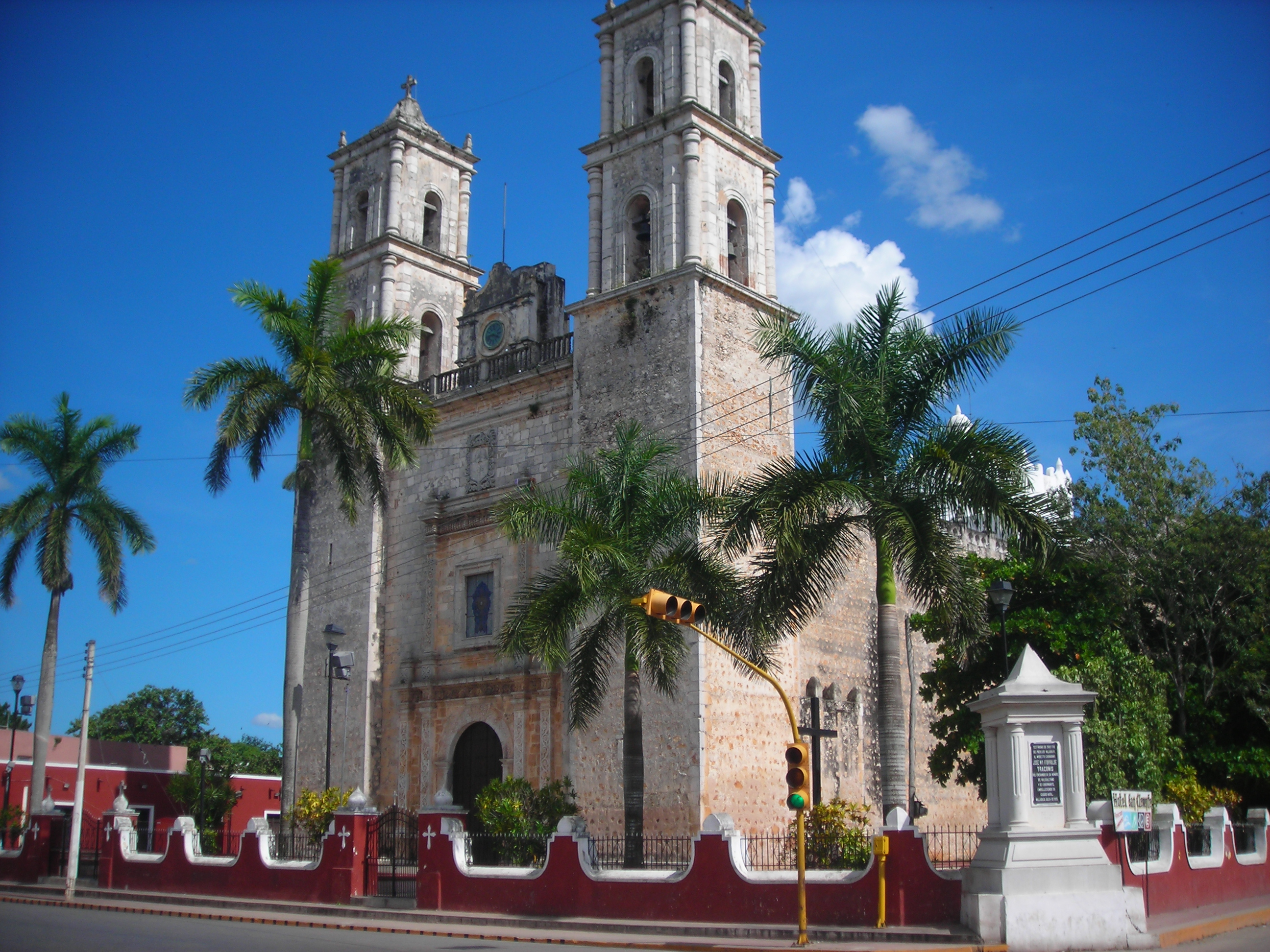
Собор Святых Сервасио и Гервасио
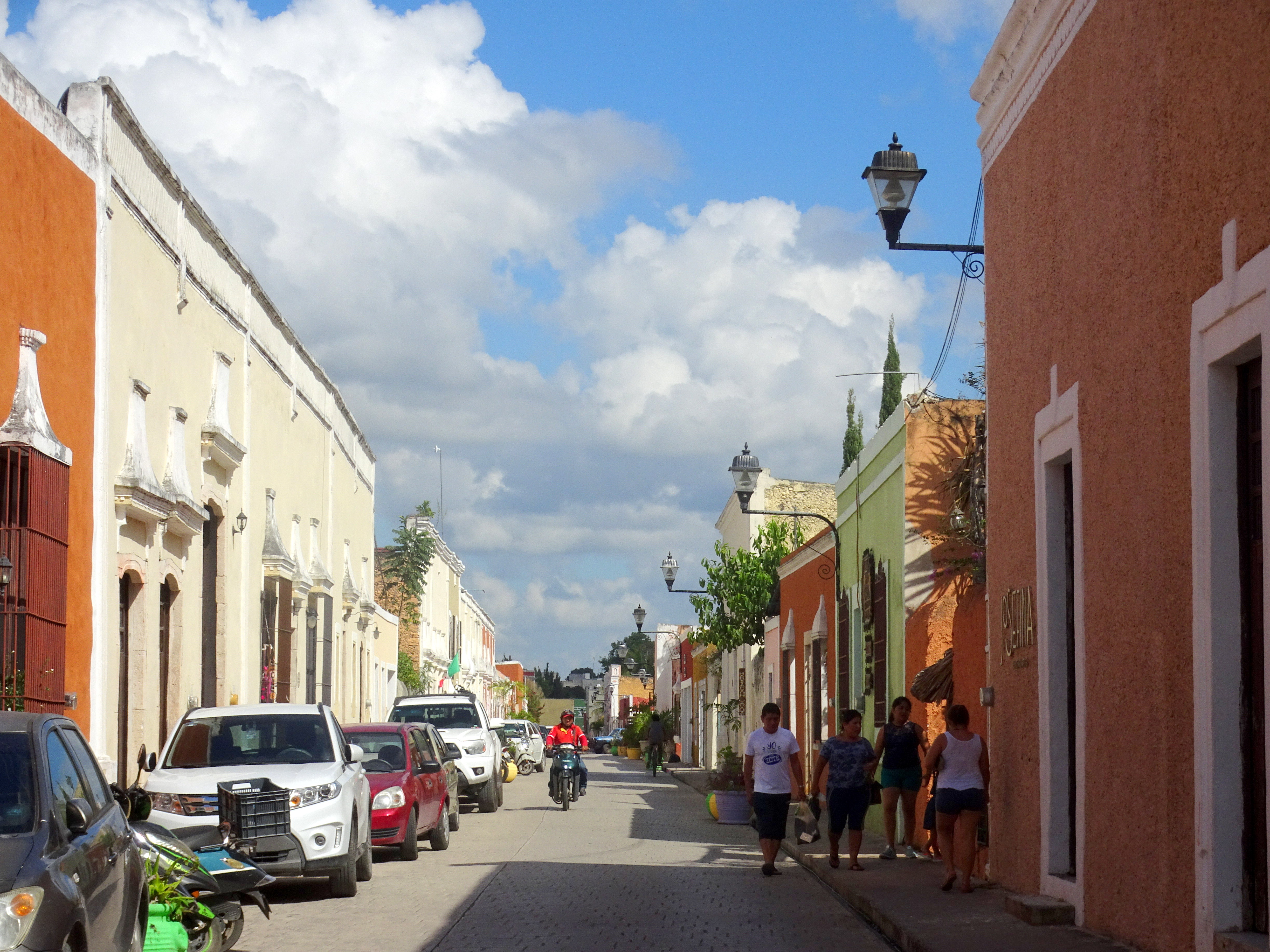
Улицы Вальядолида